# Achtheber
Ein Achtheber ist in der Verslehre ein Versmaß mit acht Hebungen oder ein konkreter Vers, der einem solchen Versmaß entspricht. Der Begriff ist anwendbar in Literaturen mit akzentuierendem Versprinzip, da nur dort die Zahl der Hebungen für das Versmaß bestimmend ist.
Da nach der Heuslerschen Verslehre die Zahl der Takte der Zahl der Hebungen entspricht, wird der Achtheber auch Achttakter genannt.